# Soulages, Cantal
Soulages är en kommun i departementet Cantal i regionen Auvergne-Rhône-Alpes i mitten av Frankrike. Kommunen ligger  i kantonen Ruynes-en-Margeride som ligger i arrondissementet Saint-Flour. År 2022 hade Soulages 83 invånare.

## Befolkningsutveckling
Antalet invånare i kommunen Soulages
Referens:INSEE